# Vinícolas Lungarotti
As Vinícolas Lungarotti (Cantine Lungarotti) são uma casa de produção de vinho italiana, que têm o seu centro de atividade na Umbria, entre Torgiano e Montefalco.
A empresa nasceu em Torgiano, a poucos quilômetros de Assis em 1962 por iniciativa de Giorgio Lungarotti, empreendedor agrícola, que, coerentemente com as tendências enológicas mais inovadoras, procurou valorizar as uvas locais: em alguns casos, recuperando variedades desaparecidas durante a epidemia de filoxera no final do século XIX, introduzindo novas espécies e  experimentando novos sistemas de produção, tanto nos vinhedos, como na vinícola.
As Vinícolas Lungarotti abriram-se para o mercado internacional após receber os primeiros reconhecimentos: em 1968 (primeiro da Umbria e quinto na Itália) recebeu o selo  DOC – denominação de origem controlada –, para os vinhos Rosso e Bianco di Torgiano e em 1990 recebeu o selo DOCG – Denominação de origem controlada e garantida – para o Torgiano Rosso Riserva. Distinguem-se, ainda, pelo importante investimento em cultura, que tem como êxito a constituição de um centro de museus em Torgiano, composto pelo  Museu do vinho e pelo  Museu da oliveira e do azeite, ambos administrados por uma fundação dedicada à pesquisa e à valorização da cultura do vinho na Itália .
Recentemente as Vinícolas Lungarotti ampliaram o próprio raio de ação com a instalação de uma vinícola em Montefalco dedicada à vinificação do Tinto local e do Sagrantino.